# Complesso conventuale di San Francesco
Il complesso conventuale di San Francesco, citato anche semplicemente come convento di San Francesco, è un complesso architettonico religioso, sito nel centro storico di San Giovanni in Persiceto, che si compone principalmente di una chiesa, di un chiostro e degli edifici di servizio dove i religiosi svolgevano le attività sociali e le incombenze religiose, strutture edificate in varie epoche tra il XV e il XVIII secolo. Collegato al centro dell'abitato grazie a un portico (via Roma), tutto il complesso è da tempo ad uso civile, restaurato alla fine degli anni novanta del XX secolo, e ospita una scuola elementare e una sezione del museo del cielo e della terra.

## Storia

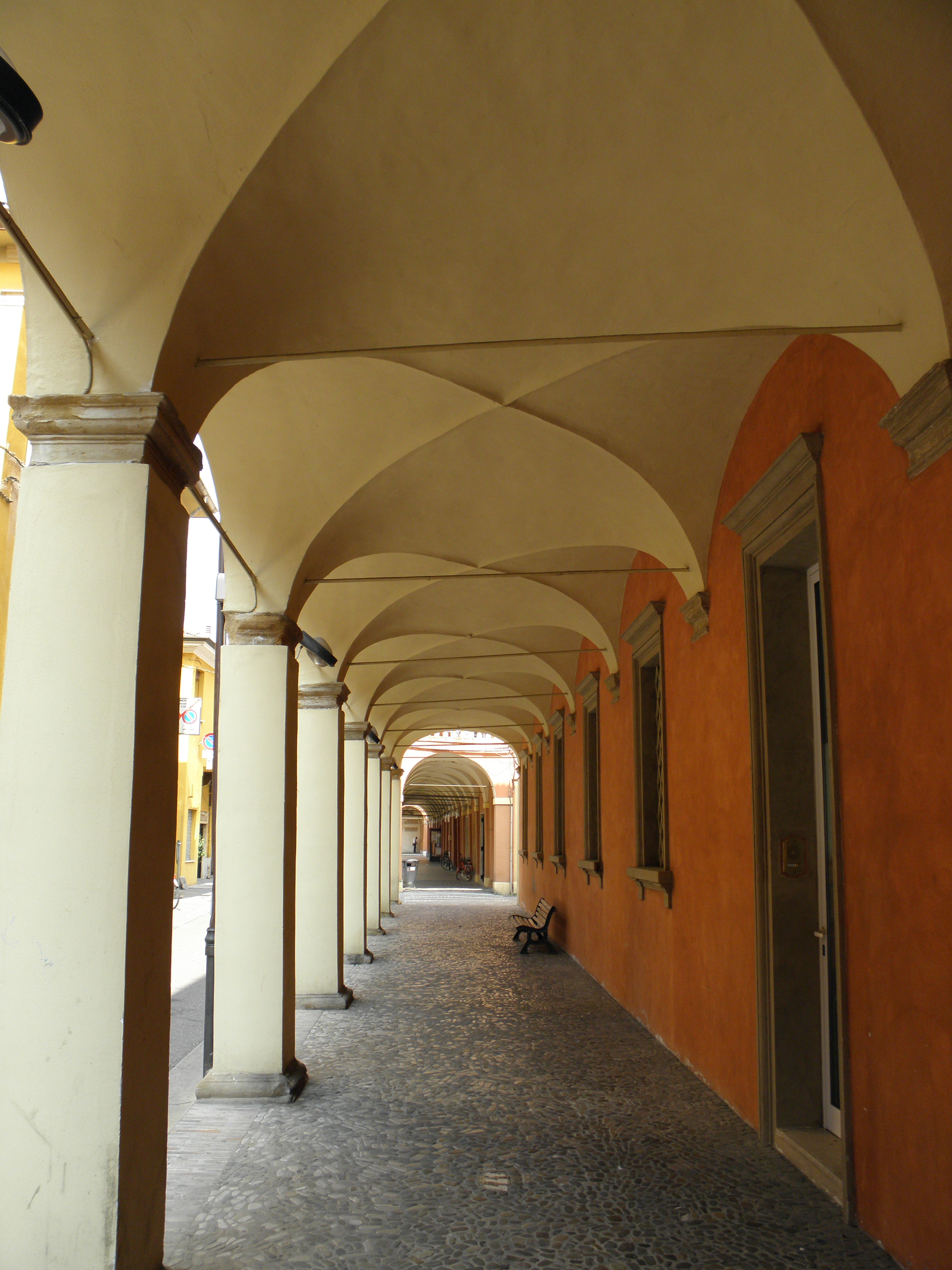
Il porticato che unisce il complesso al centro cittadino.

All'inizio del XIII secolo si insediò nell'abitato una comunità monastica dell'Ordine francescano, alcune fonti affermano dal 1234, che, integrata ben presto nelle attività sociali e religiose del centro emiliano, ottenne dagli abitanti delle sovvenzioni per poter costruire una chiesa con annesso convento, a quel tempo fuori delle mura difensive del castello. La prima venne edificata con una struttura semplice, con facciata a capanna e navata unica tipica dell'architettura romanica in uso al tempo, del quale l'attuale edificio mantiene la pianta. Con l'espansione dell'abitato la struttura venne fortificata e compresa all'interno dei fossati che circondavano la cittadina dal XIV secolo.
Il convento venne espanso e completato nel tempo da un chiostro porticato sorto alla fine del XV secolo. I locali vennero impreziositi da opere artistiche tra le quali si ricorda un'Ultima Cena di autore ignoto, eseguita con tecnica dell'affresco nel refettorio e databile tra la fine del XVI e l'inizio del XVII secolo.
La comunità francescana visse tra alterni periodi di floride e ristrettezze economiche, tanto che nel secolo successivo, benché avesse realizzato un porticato che rendeva agevole l'accesso alla chiesa dei fedeli dal centro cittadino, nei primi fu costretta a vendere una preziosa opera di Tiziano Vecellio, un dipinto raffigurante San Sebastiano, per la modica cifra di 360 lire dell'epoca.
In quello stesso secolo, dato che gli edifici erano oramai pericolanti, fu inizialmente avviata la riedificazione della chiesa, affidandone il progetto all’architetto bolognese Alfonso Torreggiani, dalla metà del Settecento, così come in seguito si provvide alla ricostruzione anche del convento e al restauro del portico. I frati occuparono il complesso però solo per altri pochi anni, fino all'avvento dell'epoca napoleonica, in quanto con la secolarizzazione dei beni ecclesiastici, così come numerosi altri istituti religiosi, ne decretò la soppressione, divenendo proprietà municipale.
Negli anni seguenti la struttura fu adibita a caserma e in parte ad abitazione fino al ritorno del governo pontificio del 1822, il quale, dopo aver provveduto al restauro e all'abbellimento della chiesa, la restituì alla gestione della comunità monastica.
Con l'istituzione del Regno d'Italia, tuttavia, il convento venne nuovamente soppresso e, assieme alla chiesa sconsacrata, divenne definitivamente di proprietà del Comune.